# Discophora symphronia
Discophora symphronia är en fjärilsart som beskrevs av Hans Fruhstorfer 1911. Discophora symphronia ingår i släktet Discophora och familjen praktfjärilar. Inga underarter finns listade i Catalogue of Life.